# Savanjärvi (sjö, lat 60,67, long 27,73)
Savanjärvi är en sjö i Finland. Den ligger i kommunen Miehikkälä i landskapet Kymmenedalen, i den södra delen av landet, 160 km öster om huvudstaden Helsingfors. Savanjärvi ligger 20 meter över havet. I omgivningarna runt Savanjärvi växer i huvudsak blandskog. Arean är 30,9 hektar och strandlinjen är 2,34 kilometer lång. Sjön  ingår i Vaalimaanjokis huvudavrinningsområde. 